# Canton de Sotteville-lès-Rouen
Le canton de Sotteville-lès-Rouen est une circonscription électorale française du département de la Seine-Maritime en région Normandie. Il est recréé par le décret du 27 février 2014.

## Histoire
Le canton est créé par la loi du 12 mai 1892.
Il disparaît en 1982 à la suite de la création des cantons de Sotteville-lès-Rouen-Ouest et Sotteville-lès-Rouen-Est par le décret no 82-97 du 27 janvier 1982.
Un nouveau découpage territorial de la Seine-Maritime entre en vigueur à l'occasion des premières élections départementales suivant le décret du 27 février 2014. Les conseillers départementaux sont, à compter de ces élections, élus au scrutin majoritaire binominal mixte. Les électeurs de chaque canton élisent au Conseil départemental, nouvelle appellation du Conseil général, deux membres de sexe différent, qui se présentent en binôme de candidats. Les conseillers départementaux sont élus pour 6 ans au scrutin binominal majoritaire à deux tours, l'accès au second tour nécessitant 12,5 % des inscrits au 1er tour. En outre la totalité des conseillers départementaux est renouvelée. Ce nouveau mode de scrutin nécessite un redécoupage des cantons dont le nombre est divisé par deux avec arrondi à l'unité impaire supérieure si ce nombre n'est pas entier impair, assorti de conditions de seuils minimaux. Dans la Seine-Maritime, le nombre de cantons passe ainsi de 69 à 35. Le canton de Sotteville-lès-Rouen est recréé à cette occasion, dans des limites différentes de celles de 1982.
Le nouveau canton de Sotteville-lès-Rouen est formé de fractions des communes de Sotteville-lès-Rouen et de Saint-Étienne-du-Rouvray. Il est entièrement inclus dans l'arrondissement de Rouen. Le bureau centralisateur est situé à Sotteville-lès-Rouen.

## Représentation

### Conseillers généraux de 1892 à 1982
| Période | Période             | Identité                    | Étiquette                     | Qualité |
| ------- | ------------------- | --------------------------- | ----------------------------- | --- |
| 1892    | 1898                | Edmond Laporte              | Républicain                   | Inspecteur divisionnaire du travail des enfants dans les manufactures de la Seine Propriétaire à Grand-Couronne Ancien conseiller général du Canton de Grand-Couronne |
| 1898    | 1910                | Robert Tourdot              | Républicain                   | Docteur en médecine à Rouen |
| 1910    | 1922                | Eugène Tilloy               | SFIO                          | Instituteur Maire de Sotteville-lès-Rouen (1912-1944), conseiller d'arrondissement                                                                                    |
| 1922    | 1922 (invalidation) | Gustave Courage (1880-1959) | SFIC                          | Machiniste du dépôt des chemins de fer d’Oissel |
| 1922    | 1928                | Eugène Tilloy               | SFIO                          | Instituteur Maire de Sotteville-lès-Rouen (1912-1944) Député (1924-1928)                                                                                              |
| 1928    | 1932 (démission)    | Maurice Gautier             | SFIC (exclu en 1929) puis PUP | Menuisier aux chemins de fer de l’État Maire d'Oissel (1929-1944) Député (1924-1928)                                                                                  |
| 1932    | 1940                | Eugène Tilloy               | SFIO puis PSdF                | Instituteur Maire de Sotteville-lès-Rouen (1912-1944) Député (1924-1928)                                                                                              |
| 1945    | 1973                | Célestin Dubois             | PCF                           | Ouvrier au Paris-Orléans Sénateur (1946-1948) Conseiller municipal de Sotteville-lès-Rouen (1956-1957)                                                                |
| 1973    | 1982                | Jean Malvasio (1928-1998)   | PCF                           | Ouvrier plombier-couvreur Ancien conseiller général du Canton de Rouen-4 Député suppléant de Roland Leroy                                                             |

### Conseillers d'arrondissement (de 1892 à 1940)
| Période                                  | Période      | Identité                           | Étiquette   | Qualité |
| ---------------------------------------- | ------------ | ---------------------------------- | ----------- | --- |
| 1892                                     | 1907         | Henri Gaudel                       | Républicain | Maire de Saint-Étienne-du-Rouvray (1890-1908)                                                                                                 |
| 1907                                     | 1910         | Eugène Tilloy                      | SFIO        | Professeur à l’école professionnelle, instituteur, premier adjoint au maire de Sotteville-lès-Rouen                                           |
| 1910                                     | 1917 (décès) | Eugène Louis Delaville (1845-1917) | SFIO        | Mouleur, adjoint au maire de Sotteville-lès-Rouen                                                                                             |
| 1917                                     | 1919         | siège vacant                       |             | |
| 1919                                     | 1925         | Gustave Courage (1880-1959)        | SFIO        | Machiniste du dépôt des chemins de fer d’Oissel                                                                                               |
| 1925                                     | 1937         | Paul Leriche                       | SFIO        | Adjoint au maire de Sotteville-lès-Rouen |
| 1937                                     | 1940         | Georges Déziré (1910-1942)         | SFIC        | Ouvrier, secrétaire régional du Parti communiste, Sotteville-lès-Rouen Résistant tué par erreur par ses camarades communistes le 17 mars 1942 |
| 1940                                     |              |                                    |             | Les conseils d'arrondissement ont été suspendus par la loi du 12 octobre 1940 et n'ont jamais été réactivés                                   |
| Les données manquantes sont à compléter. |              |                                    |             | |

### Conseillers départementaux à partir de 2015
| Période élective | Période élective | Mandat | Mandat   | Identité          | Nuance | Nuance | Qualité                                                                    |
| ---------------- | ---------------- | ------ | -------- | ----------------- | ------ | ------ | -------------------------------------------------------------------------- |
| 2015             | 2021             | 2015   | 2021     | Catherine Depitre |        | ECO    | Ancienne conseillère municipale de Saint-Étienne-du-Rouvray                |
| 2015             | 2021             | 2015   | 2021     | Alexis Ragache    |        | PS     | Cadre de la fonction publique 1er adjoint au maire de Sotteville-lès-Rouen |
| 2021             | 2028             | 2021   | en cours | Léa Pawelski      |        | PS     | Enseignante, adjointe au maire de Saint-Étienne-du-Rouvray                 |
| 2021             | 2028             | 2021   | en cours | Alexis Ragache    |        | PS     | Cadre de la fonction publique maire de Sotteville-lès-Rouen                |

### Résultats détaillés

#### Élections de mars 2015
À l'issue du 1er tour des élections départementales de 2015, deux binômes sont en ballottage : Catherine Depitre et Alexis Ragache (PS, 31,56 %) et Romain Barelle et Sylvie Dantan (FN, 27,06 %). Le taux de participation est de 49,82 % (9 998 votants sur 20 070 inscrits) contre 49,48 % au niveau départemental et 50,17 % au niveau national.
Au second tour, Catherine Depitre et Alexis Ragache (PS) sont élus avec 65,75 % des suffrages exprimés et un taux de participation de 48,97 % (5 832 voix pour 9 829 votants et 20 070 inscrits).
Catherine Depitre est membre du groupe "Agir avec l'écologie au département".

#### Élections de juin 2021
Le premier tour des élections départementales de 2021 est marqué par un très faible taux de participation (33,26 % au niveau national). Dans le canton de Sotteville-lès-Rouen, ce taux de participation est de 27,48 % (5 374 votants sur 19 559 inscrits) contre 32,19 % au niveau départemental. À l'issue de ce premier tour, deux binômes sont en ballottage : Léa Pawelski et Alexis Ragache (PS, 43,09 %) et Roberto Bindelli et Christèle Galmiche (RN, 20,92 %).
Le second tour des élections est marqué une nouvelle fois par une abstention massive équivalente au premier tour. Les taux de participation sont de 34,36 % au niveau national, 32,06 % dans le département et 27,41 % dans le canton de Sotteville-lès-Rouen. Léa Pawelski et Alexis Ragache (PS) sont élus avec 73,27 % des suffrages exprimés (3 648 voix pour 5 363 votants et 19 566 inscrits),,.

## Composition
Le canton comprend deux fractions des communes de Sotteville-lès-Rouen et Saint-Étienne-du-Rouvray :
| Nom                                          | Code Insee | Intercommunalité          | Superficie (km2) | Population (dernière pop. légale)                | Densité (hab./km2) | Modifier                                    |
| -------------------------------------------- | ---------- | ------------------------- | ---------------- | ------------------------------------------------ | ------------------ | ------------------------------------------- |
| Sotteville-lès-Rouen (bureau centralisateur) | 76681      | Métropole Rouen Normandie | 7,44             | Fraction : 21 370 (2022) Commune : 29 039 (2022) | 3 903              | modifier les données · modifier les données |
| Saint-Étienne-du-Rouvray                     | 76575      | Métropole Rouen Normandie | 18,25            | Fraction : 6 640 (2022) Commune : 28 653 (2022)  | 1 570              | modifier les données · modifier les données |
| Canton de Sotteville-lès-Rouen               | 7634       |                           |                  | 28 010 (2022)                                    |                    | modifier les données                        |

La partie de la commune de Sotteville-lès-Rouen intégrée dans le canton est celle située au sud d'une ligne définie par l'axe des voies et limites suivantes : depuis la limite territoriale de la commune de Rouen, place Voltaire, rue Pierre-Corneille, rue Léon-Salva, rue Garibaldi, rue des Frères-Louis-et-René-Canton, rue des Déportés, rue Léon-Salva, avenue de la Libération, avenue Jean-Jaurès, rue Georges-Petit, rue Léon-Salva, avenue du 14-Juillet, rond-point des Bruyères, jusqu'à la limite territoriale de la commune du Petit-Quevilly.
La partie de la commune de Saint-Étienne-du-Rouvray intégrée dans le canton est celle située au nord d'une ligne définie par l'axe des voies et limites suivantes : depuis la limite territoriale de la commune de Sotteville-lès-Rouen, avenue d'Amsterdam, rue de Stockholm, rue Pierre Semard, rue des Jonquilles, rue des Lys, rue des Anémones, avenue Antoine-de-Saint-Exupéry, rue Jean-Maridor, rue Hélène-Boucher, rue Clément-Ader, rue du Lieutenant-de-Vaisseau-de-Cuverville, rue du Madrillet, rue du Lieutenant-de-Vaisseau-de-Cuverville, périphérique Henri-Wallon, périphérique Robespierre, ligne droite jusqu'à l'intersection de la rue Georges-Courteline et du périphérique Jean-Macé, périphérique Jean-Macé, rue Marguerite-Duras, rue Ernest-Renan, jusqu'à la limite territoriale de la commune du Grand-Quevilly.

## Démographie
En 2022, le canton comptait 28 010 habitants, en évolution de −1,98 % par rapport à 2016 (Seine-Maritime : +0,35 %, France hors Mayotte : +2,11 %).
| 2013   | 2018   | 2022   |
| ------ | ------ | ------ |
| 30 043 | 28 444 | 28 010 |